# Borg El Arab Sportshal
Borg El Arab Sportshal er en indendørs multiarena i Borg El Arab, Egypten, med plads til 5.200 tilskuere til håndboldkampe.
I arenaen blev benyttet under VM i håndbold 2021 for mænd, for gruppekampene, slutspilskampe og placeringskampe.